# Jardín Botánico de Stavanger
El Stavanger Botaniske Hage (Jardín Botánico de Stavenger) es un jardín botánico de unas 2,7 hectáreas de extensión que se encuentra en Stavanger en Noruega.

## Localización
El jardín botánico de Stavanger está situado en la carretera de "Hulda Garborg" en la ladera entre Ullandhaugstårnet y la Universidad de Stavanger (UOS) y en el extremo norte del jardín  extiende junto a la granja orgánica de NPD y la granja de la Edad de Hierro.
Estos vecinos del jardín botánico hacen de la zona un pintoresco rincón, un área de recreación continua que tiene líneas temáticas en la historia, en el tiempo y el medio ambiente. Desde la pendiente de Ullandhaug tiene el jardín botánico, una hermosa vista sobre Jæren, el Hafrsfjord y el Mar del Norte.
Stavanger Botaniske Hage, Stavanger, Rogaland-Fylke, Norge-Noruega. 58°56′15″N 5°41′51″E / 58.93750, 5.69750
Se encuentra abierto todo el año, y tienen venta en el jardín durante el la temporada de verano de bebidas y galletas los domingos.

## Historia
El jardín botánico fue establecido en 1977 gracias a la fuerza impulsora de Ingjerd Røynlid Høie. El primer nombre del jardín botánico fue "Ullandhaug Hagen".  
Desde el año 2006 , el Jardín Botánico de Stavanger tiene un convenio de cooperación con el Arboreto de Rogaland, con una base de datos común para las colecciones de plantas de los jardines. Esta base de datos se encuentra en Stavanger.   

## Colecciones
En el jardín botánico de Stavanger podemos ver:
- El jardín de hierbas, es la parte más antigua de Stavanger y los primeros 200 metros que se acondicionaron en los inicios del jardín en 1977.
- Plantas de especias, del té,
- Plantas de fragancia,
- Verduras
- Plantas del monasterio, con una colección de las plantas medicinales que habitualmente se tenían en los huertos de los monasterios.

En el jardín hay bancos desde donde se puede disfrutar de la vista. También hay áreas verdes adecuadas para las comidas campestres y el juego.  